# Jim Belushi
James Adam "Jim" Belushi (n. 15 iunie, 1954) este un actor, comic, muzician și cântăreț american. Este cunoscut pentru rolul în serialul According to Jim.

## Biografie
Belushi s-a născut în Chicago, Illinois. Mama sa, Agnes Demetri (Samaras), este fiica unor imigranți albanezi, iar tatăl său, Adam Anastos Belushi, a fost un immigrant albanez din Qytezë. Jim a crescut în Wheaton, o suburbie a orașului Chicago, alături de cei trei frați ai săi: fratele mai mare John, sora, Marian și fratele mai mic, Billy.

## Filmografie
| An        | Film                                                                        | Rol                                           | Note                          |
| --------- | --------------------------------------------------------------------------- | --------------------------------------------- | ----------------------------- |
| 1978      | The Fury                                                                    | Beach Bum                                     | nemenționat, Debut actoricesc |
| 1979      | Working Stiffs                                                              | Ernie O'Rourke                                | 9 episoade                    |
| 1981      | Thief                                                                       | Barry                                         |                               |
| 1983      | Trading Places                                                              | Harvey                                        |                               |
| 1983–1985 | Saturday Night Live                                                         | Diferite                                      | 33 episoade                   |
| 1985      | The Man with One Red Shoe                                                   | Morris                                        |                               |
| 1986      | Little Shop of Horrors                                                      | Patrick Martin                                | Cameo                         |
| 1986      | Salvador                                                                    | Doctor Rock                                   |                               |
| 1986      | Jumpin' Jack Flash                                                          | Cab driver, police officer, Sperry repair man |                               |
| 1986      | About Last Night...                                                         | Bernie Litgo                                  |                               |
| 1987      | The Principal                                                               | Rick Latimer                                  |                               |
| 1987      | Real Men                                                                    | Nick Pirandello                               |                               |
| 1988      | Red Heat                                                                    | Detectiv Sgt. Arthur Ridzik                   |                               |
| 1989      | K-9                                                                         | Detectiv Michael Dooley                       |                               |
| 1989      | Homer and Eddie                                                             | Homer Lanza                                   |                               |
| 1989      | Who's Harry Crumb?                                                          | Man on Bus                                    | nemenționat                   |
| 1990      | Taking Care of Business                                                     | Jimmy Dworski                                 |                               |
| 1990      | Mr. Destiny                                                                 | Larry Joseph Burrows                          |                               |
| 1990      | Masters of Menace                                                           | Gypsy                                         |                               |
| 1990      | Dimenticare Palermo                                                         | Carmine Bonavia                               |                               |
| 1990      | Wedding Band                                                                | Reverend                                      |                               |
| 1991      | Curly Sue                                                                   | Bill Dancer                                   |                               |
| 1991      | Diary of a Hitman                                                           | Shandy                                        |                               |
| 1991      | Only the Lonely                                                             | Salvatore Buonarte                            |                               |
| 1991      | Abraxas, Guardian of the Universe                                           | Principal Latimer                             |                               |
| 1992      | Traces of Red                                                               | Jack Dobson                                   |                               |
| 1992      | Once Upon a Crime                                                           | Neil                                          |                               |
| 1993      | Wild Palms                                                                  | Harry Wyckoff                                 | (mini-serial)                 |
| 1993      | Last Action Hero                                                            | Rolul său                                     |                               |
| 1994      | Royce                                                                       | Shane Royce                                   | TV                            |
| 1994      | Parallel Lives                                                              |                                               | TV                            |
| 1994      | Aaahh!!! Real Monsters                                                      | Monster Hunter                                | 8 episoade                    |
| 1995      | Sahara                                                                      | Sergent Joe Gunn                              | TV                            |
| 1995      | Canadian Bacon                                                              | Charles Jackal                                |                               |
| 1995      | Separate Lives                                                              | Tom Beckwith                                  |                               |
| 1995      | Gargoyles                                                                   | Fang                                          | 3 episoade, 1995–1996         |
| 1995      | The Pebble and the Penguin                                                  | Rocko                                         | Voice                         |
| 1995      | Destiny Turns on the Radio                                                  | Tuerto                                        |                               |
| 1995      | Irving                                                                      | Vampir Gay #2                                 |                               |
| 1996      | Jingle All the Way (Goana după cadou)                                       | Moș Crăciun de la Mall                        |                               |
| 1996      | Race the Sun                                                                | Frank Machi                                   |                               |
| 1996      | Gold in the Streets                                                         | Mario                                         |                               |
| 1996      | Pinky and the Brain                                                         | Voci suplimentare                             | 3 episoade                    |
| 1996      | Mighty Ducks                                                                | Phil Palmfeather                              | 3 episoade                    |
| 1996      | Hey Arnold!                                                                 | Coach Jack Wittenberg                         | 4 episoade, 1996–1999         |
| 1996      | 9: The Last Resort                                                          | Salty                                         | Voce                          |
| 1997      | Gang Related                                                                | Frank Divinci                                 | Alongside Tupac Shakur        |
| 1997      | Retroactive                                                                 | Frank Lloyd                                   | Călător în timp               |
| 1997      | Living in Peril                                                             | Harrison/Oliver                               |                               |
| 1997      | Disney's Bad Baby                                                           | Dad                                           | Voce                          |
| 1997      | Wag the Dog                                                                 | Rolul său (ca Jim Belushi)                    |                               |
| 1997      | Total Security                                                              | Steve Wegman                                  | 13 episoade                   |
| 1998      | Overnight Delivery                                                          | Overnight Delivery Boss                       | scene șterse                  |
| 1999      | Angel's Dance                                                               | Stevie 'The Rose' Rosellini                   |                               |
| 1999      | Made Men                                                                    | Bill "The Mouth" Manucci                      |                               |
| 1999      | K-911                                                                       | Detective Michael Dooley                      | Video                         |
| 1999      | My Neighbors the Yamadas                                                    | Takashi                                       | voce: versiunea în engleză    |
| 1999      | The Florentine                                                              | Billy Belasco                                 |                               |
| 2000      | Return to Me                                                                | Joe Dayton                                    |                               |
| 2001      | Joe Somebody                                                                | Chuck Scarett                                 |                               |
| 2001      | According to Jim                                                            | James "Jim" Orenthal                          | 182 episoade, 2001–2009       |
| 2001      | ER                                                                          | Dan Harris                                    | 1 episod                      |
| 2002      | Snow Dogs                                                                   | Demon                                         | Voce (rol secundar)           |
| 2002      | Pinocchio                                                                   | The Farmer                                    | (voce vers. în engl.)         |
| 2002      | K-9: P.I.                                                                   | Detectiv Michael Dooley                       |                               |
| 2003      | Easy Six                                                                    | Elvis                                         |                               |
| 2004      | DysEnchanted                                                                | Medic (The Shrink)                            |                               |
| 2004      | Less Than Perfect                                                           | Eddie Smirkoff                                |                               |
| 2005      | Hoodwinked!                                                                 | Kirk the woodsman                             | Voce                          |
| 2006      | Casper's Scare School                                                       | Alder                                         | Voce                          |
| 2006      | The Wild                                                                    | Benny                                         | Voce                          |
| 2006      | Tugger: The Jeep 4x4 Who Wanted to Fly                                      | Tugger                                        | Voce                          |
| 2007      | Underdog                                                                    | Dan Unger (Father)                            |                               |
| 2007      | Once Upon a Christmas Village                                               | Moș Crăciun                                   | Voce                          |
| 2008      | Scooby-Doo and the Goblin King                                              | Goblin                                        | Voce                          |
| 2008      | Snow Buddies                                                                | Saint Bernie                                  | Voce                          |
| 2010      | The Ghost Writer                                                            | John Maddox                                   |                               |
| 2010      | The Defenders                                                               | Nick Morelli                                  | TV                            |
| 2011      | Cougars, Inc.                                                               | Dan Fox                                       |                               |
| 2011      | New Year's Eve                                                              | Building Super                                |                               |
| 2012      | The Secret Lives of Dorks                                                   | Bronko                                        |                               |
| 2012      | Thunderstruck                                                               | Coach Amross                                  |                               |
| 2012      | Doc McStuffins                                                              | Glo-Bo                                        | Voce, 6 episoade              |
| 2014      | Legends of Oz: Dorothy's Return (Legendele din Oz: Întoarcerea lui Dorothy) | Lion                                          | Voce                          |
| 2014      | North of Hell                                                               | Les                                           |                               |
| 2015      | The Whole Truth                                                             |                                               | Filmare                       |